# Alfred Loth
Alfred Loth (ur. 7 marca 1882 w Warszawie, zm. 1 maja 1967 tamże) – inżynier, polski działacz sportowy.

## Życiorys

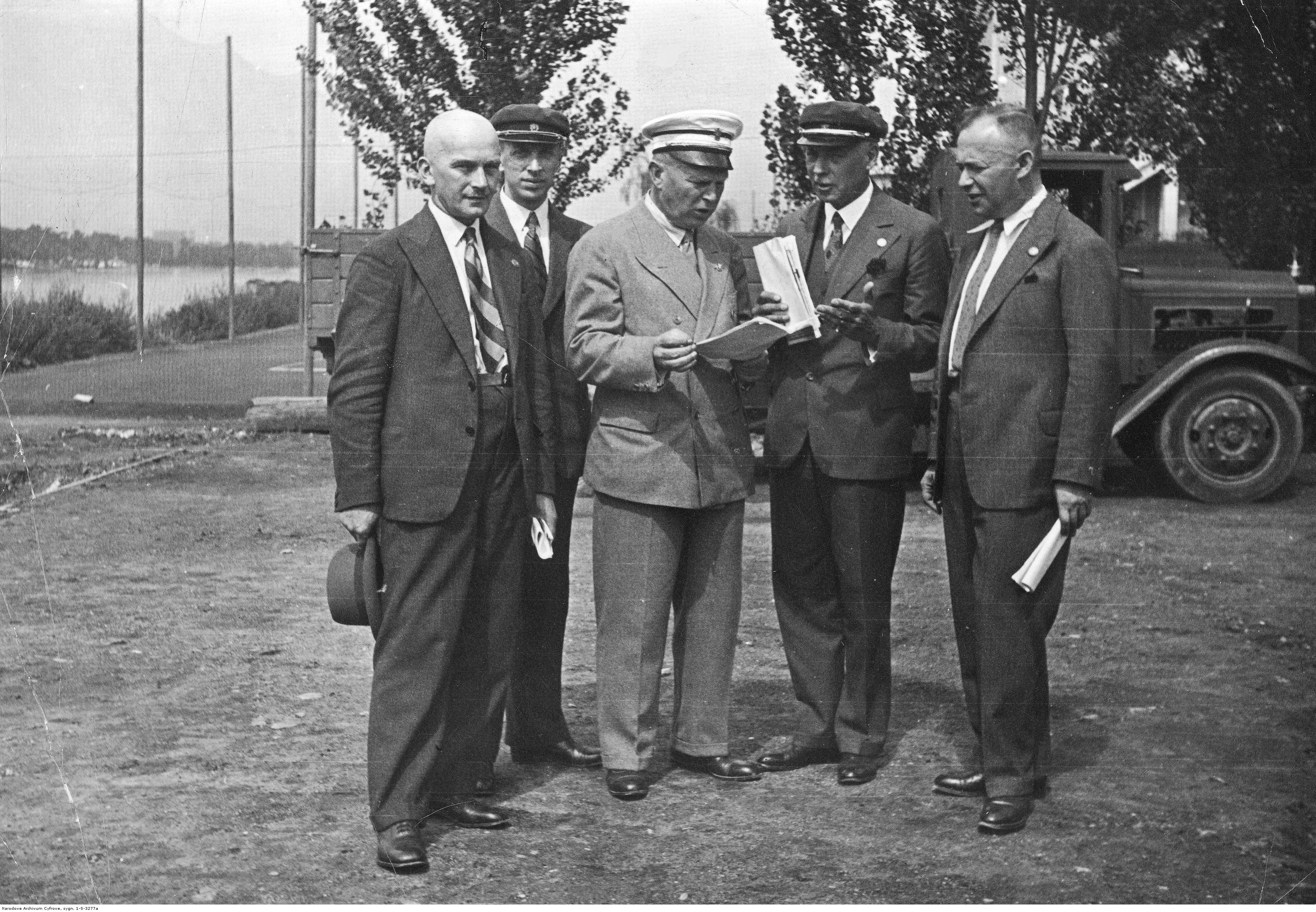
Członkowie zarządu Polskiego Związku Towarzystw Wioślarskich - wiceprezes Alfred Loth drugi z lewej; 1933 r.

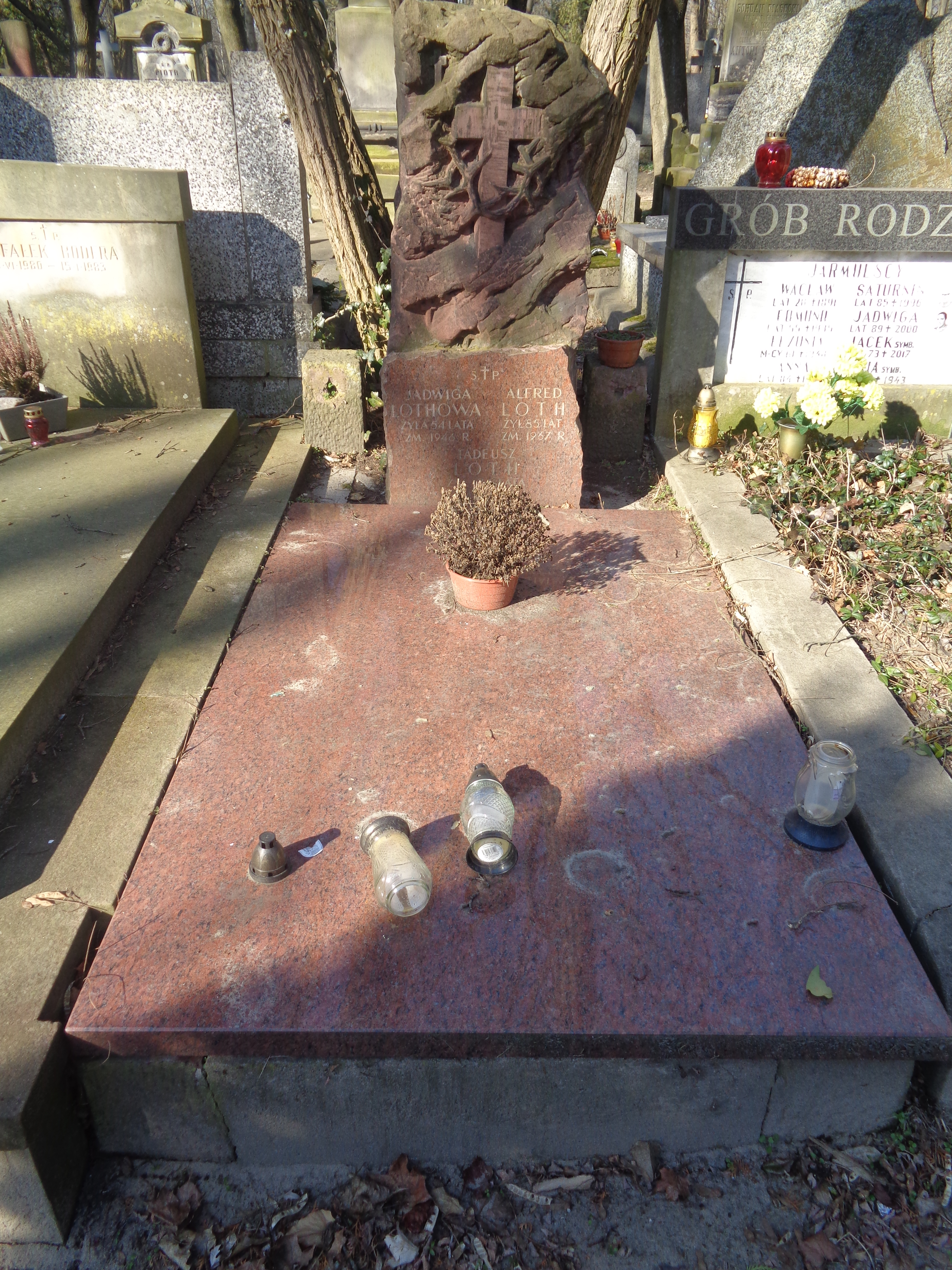
Nagrobek Alfreda Lotha na cmentarzu Powązkowskim w Warszawie

Syn Edwarda Karola (1835–1903) i Anny z Hoserów (1851–1931), brat Jerzego, Edwarda i Emiliana (1888–1973), inżyniera chemii. Ukończył studia politechniczne w Zwickau. Był specjalistą z zakresu silników spalinowych, prowadził przedstawicielstwo firm samochodowych: Laurin & Klement, Ford. Funkcjonariusz łącznikowy przy ochronie mostów Straży Obywatelskiej w Warszawie. W 1919 należał do założycieli Polskiego Związku Towarzystw Wioślarskich oraz Polskiego Komitetu Olimpijskiego. W latach 1921–1926 był wiceprezesem Klubu Sportowego Polonia Warszawa. 
W czasie II wojny i przez następne kilka lat prowadził gospodarstwo rolno-ogrodnicze w Żbikowie. Po wojnie w latach 1946–1952 prezes Polskiego Komitetu Olimpijskiego, w latach 1948–1950 prezes Związku Polskich Związków Sportowych, którego w 1922 był współorganizatorem. Podczas zimowych igrzysk olimpijskich w 1948 był przewodniczącym polskiej reprezentacji.
Zmarł w wyniku obrażeń odniesionych w wypadku samochodowym. Został pochowany na cmentarzu Powązkowskim w Warszawie (kwatera J-3-29).
Od 15 października 1910 był mężem Jadwigi Julii z Żukowskich (1891–1946), z którą miał syna Tadeusza Alfreda (1911–1986).

## Ordery i odznaczenia
- Złoty Krzyż Zasługi (dwukrotnie: 19 marca 1931[5], 10 listopada 1938[6])
- Srebrny Krzyż Zasługi (20 września 1925)[7]
- Odznaka „Zasłużony Działacz Kultury Fizycznej”